# Maarja-Liis Ilus
Maarja-Liis Ilus, por vezes melhor conhecida apenas por Maarja (Tallinn, Estónia, 24 de dezembro de 1980) é uma cantora pop estónia.
Maarja conseguiu algum sucesso em vários países da  Europa e da Ásia. Ela representou o seu país natal no Festival Eurovisão da Canção por duas vezes e é muitas vezes creditada como sendo a primeira artista solo estónia a obter sucesso internacional.

## Primeiros tempos
A carreira musical dela começou quando ela tinha apenas quatro anos, quando estreou no filme musical "Õnneseen" ("Companheiro sortudo"). Ela também participou no coro infantil da televisão estónia e em 1996 foi lançado o seu primeiro álbum intitulado Maarja.O segundo se chamava ``First in Line``.

## Carreira
Em 1996, Maarja representou a Estónia no Festival Eurovisão da Canção 1996, com a canção "Kaelakee Hääl" (em dueto com Ivo Linna)que terminaria em quinto lugar no festival que teve lugar em 18 de maio desse ano, em Oslo. A boa classificação fez com que a Geffen Records assinasse com ela um primeiro álbum lançado internacionalmente. A sua canção Kaelakee hääl foi gravada em língua inglesa e em grego, juntamente com o cantor grego Yiorgos Doukas. Ela também visitou a Grécia para promover o disco e aprecer na versão grega do Disney Club. No ano seguinte, venceu novamente o Eurolaul , vencendo a competição com a canção  "Keelatud Maa" e que levou-a novamente à Eurovisão, onde terminaria em oitavo lugar.
O resultado ajudou a solidificar a sua popularidade na Estónia, lançando o seu segundo álbum "First In Line",  um grande sucesso na Estónia quando foi lançado em  em 25 de agosto de 1998. Foi o seu primeiro álbum inteiramente cantado em inglês com o objetivo de se lançar internacionalmente. Ilis não conseguiria o mesmo sucesso, quando tentou lançar-se no mercado norte-americano, o seu álbum passou completamente despercebido no Billboard charts. No ano seguinte, em 1998, lançaria um álbum com canções em estónio. No final desse ano, seria premiada como o prémio de "Cantora Estoniana do Ano".  Gravou mais quatro álbuns até 2008.

## Canções no Eurolaul
- Estónia no Festival Eurovisão da Canção 2004
  - quarto lugar com, "Homme"
- Eurolaul 1997
  - Vencedora com , "Keelatud Maa"
  - 7th, "Aeg", com  Hanna-Liina Võsa e Anne Värvimann
- Eurolaul 1996
  - Vencesora com a canção "Kaelakee Hääl", com Ivo Linna
  - 6th, "Kummalisel Teel", com  Evelin Samuel, Karl Madis e Pearu Paulus

## Discografia
- "Maarja-Liis" (1996)
- "First In Line" (1998)
- "Kaua Veel" (1998)
- "First In Line" (1998) somente no japão
- "Heart"  (1998) somente no japão
- "City Life" (2000)
- "Look Around" (2005)
- "Läbi jäätunud klaasi", juntamente com  Rein Rannap, creditado como  "Maarja ja Rannap" (2006)
- "Homme"(2008)
- "Jõuluingel" (2009)
- "Kuldne põld" (2012)